# Rox 01
Rox 01 – це повнорозмірний гібридний автомобіль, відомий у Китаї брендом Rox Motor з 2023 року.

## Опис

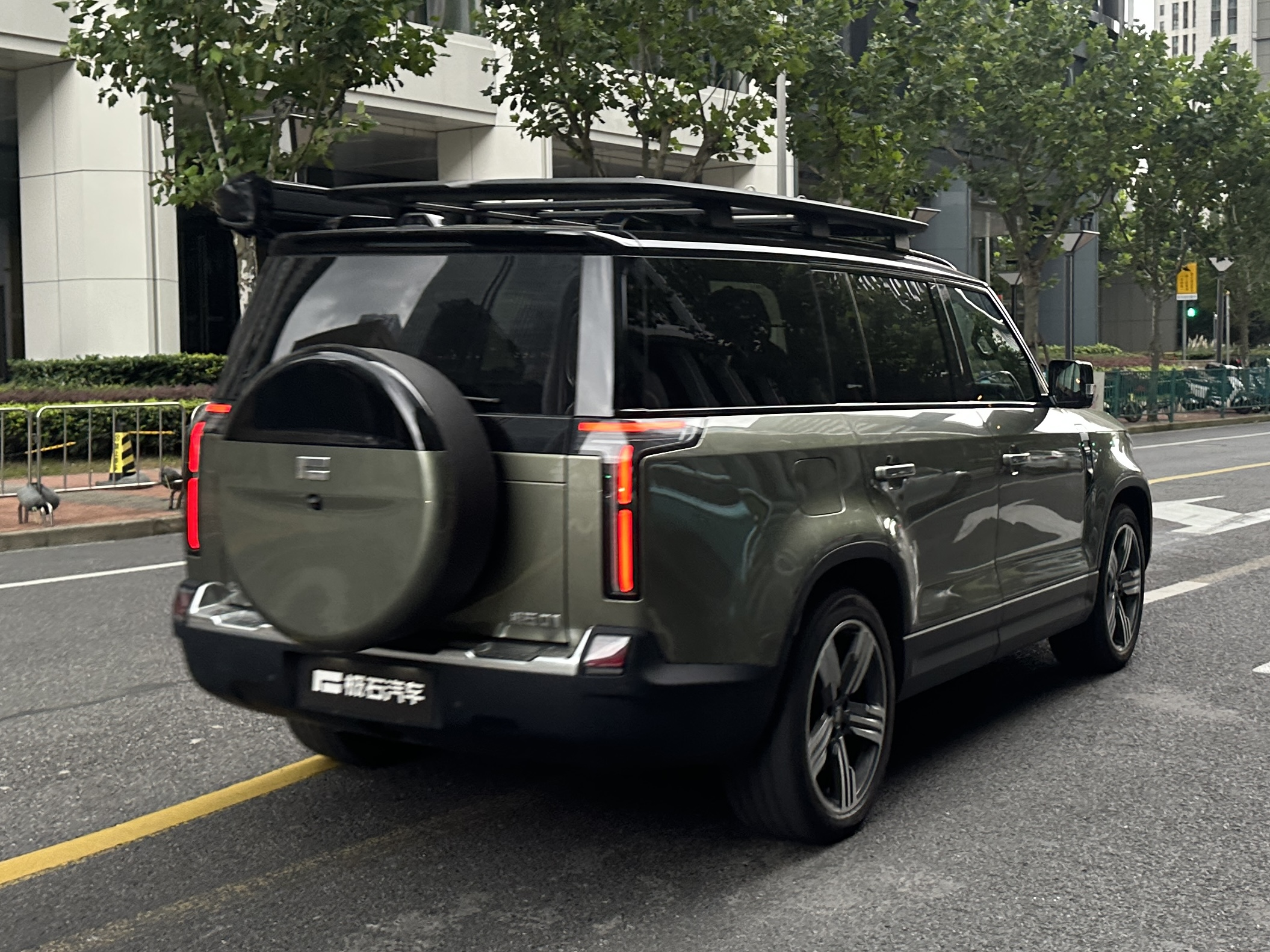

Rox 01 був випущений у 2021 році, а випуск розпочався у 2022 році. Дебют відбудеться у серпні 2023 року. Дизайн автомобіля був розроблений італійською арт-студією Pininfarina.
Передня частина щоденного маршруту виділена наступним чином. На задніх дверях багажного відділення є крита ручка. На лобовому склі встановлено лідар, що виконує основну функцію вдосконаленої напівавтоматичної системи вентиляції. Здебільшого автомобіль доступний протягом 6 або 7 днів.
Виробництво Rox 01 було розпочато у жовтні 2023 року, а продажі почались в листопаді.

## Технічні характеристики
Rox 01 має 1,5-літровий двигун внутрішньою потужністю 154 к.с., виданий компанією Xinchen China Power. При підключенні двох електродвигунів сумарна потужність шлюзів досягається на рівні 470 к.с., а максимальний крейсерський момент — 740 Н⋅м. Розгін до 100 км/год займає 5,5 секунди. Електродвигун живиться від акумулятора CATL потужністю 56 кВт⋅год. Це дозволяє подолати до 235 км від електромережі та до 1338 км у гібридному режимі.

## Продажі
| рік  | Китай |
| ---- | ----- |
| 2023 | 912   |
| 2024 | 4,827 |